# Gadden
Gadden este o arie protejată (arie de protecție specială avifaunistică — SPA) din Finlanda întinsă pe o suprafață de 4,3 ha, integral pe uscat.

## Localizare
Centrul sitului Gadden este situat la coordonatele 60°39′50″N 20°55′32″E / 60.663889°N 20.925556°E.

## Înființare
Situl Gadden a fost declarat arie de protecție specială avifaunistică în octombrie 1997 pentru a proteja 2 specii de animale.

## Biodiversitate
Situată în ecoregiunea boreală, aria protejată conține 1 habitat natural: Insulițe și insule mici din Baltica boreală.
La baza desemnării sitului se află mai multe specii protejate de  păsări (2): chiră de baltă (Sterna hirundo), Sterna paradisaea.